# Nostima stellata
Nostima stellata är en tvåvingeart som beskrevs av James F. Edmiston och Wayne N. Mathis 2005. Nostima stellata ingår i släktet Nostima och familjen vattenflugor.
Artens utbredningsområde är Ecuador. Inga underarter finns listade i Catalogue of Life.